# Fünf Sicherheitsregeln
Bei Arbeiten in und an elektrischen Anlagen gelten zur Vermeidung von Stromunfällen in vielen Ländern bestimmte Regeln, die im Kern in fünf Sicherheitsregeln zusammengefasst sind.

## Die fünf Sicherheitsregeln

### Freischalten
Als „Freischalten“ bezeichnet man das allpolige und allseitige Trennen einer elektrischen Anlage von spannungsführenden Teilen. Dabei ist zwischen spannungsführenden und spannungslosen Anlagenteilen eine je nach Betriebsspannung unterschiedlich lange Trennstrecke herzustellen.
Aus Sicherheitsgründen muss bei Arbeiten an elektrischen Betriebsmitteln ab einer bestimmten Betriebsspannung bzw. Betriebsstrom stets freigeschaltet werden, sofern keine besonderen Maßnahmen zum Arbeiten unter Spannung getroffen werden. In Deutschland, Österreich und in der Schweiz liegt es bei 50 V Wechselspannung beziehungsweise 120 V Gleichspannung, in der Schweiz zusätzlich bei Strömen über 2 A (Niederspannungs-Installationsverordnung, NIV).
Das Freischalten kann durch das Betätigen von Hauptschaltern, das fachgerechte Entfernen von Sicherungen, das Ziehen von Steckverbindungen, in Hochspannungsanlagen durch dafür vorgesehene Trennschalter erfolgen. Schaltet der Arbeitende nicht selbst frei, wie dies in manchen Fällen in Hochspannungsanlagen der Fall ist, und wird die Freischaltung von einer Leitstelle per Fernsteuerung ausgelöst, darf mit der Arbeit erst begonnen werden, wenn die mündliche, fernmündliche, schriftliche oder fernschriftliche Bestätigung der Freischaltung vorliegt. Die Vereinbarung eines Zeitpunktes, zu dem freigeschaltet werden soll, ist nicht ausreichend.

### Gegen Wiedereinschalten sichern

Ein „Nicht Schalten“-Aufkleber als Beispiel

Um zu vermeiden, dass eine Anlage, an der gerade gearbeitet wird, irrtümlich wieder eingeschaltet wird, muss ein Wiedereinschalten zuverlässig verhindert werden und mit einem Verbotsschild vor Wiedereinschalten darauf hingewiesen werden. Für den Umfang der Absicherung wird aus rechtlichen Gründen unterschieden, ob die Einrichtung dem elektrotechnischen Laien zugänglich ist oder sich in einem abgeschlossenen Bereich, Raum oder Areal, der nur für Elektrofachkräfte zugänglich ist, befindet.
Das Wiedereinschalten muss in Bereichen, welche für Laien frei zugänglich sind, wie der Unterverteilung im Sicherungskasten im Haushalt, stets so ausgeführt sein, dass die Sperre nur durch Nutzung von zusätzlichem Werkzeug entfernt werden kann. Ein einfaches Abschalten des Leitungsschutzschalters ist nicht ausreichend. Ein Leitungsschutzschalter sollte grundsätzlich durch das Abklemmen der abgehenden Leitung oder durch eine Schaltsperre gegen Einschalten gesichert werden oder die herausgedrehten Schmelzsicherungen durch abschließbare Sperrelemente ersetzt werden. Wenn eine für Laien frei zugängliche Abschaltvorrichtung wie der Sicherungskasten im Haushalt lediglich mit einem Klebeschild oder einfachen Hinweisschild gegen Wiedereinschaltung „gesichert“ wird, gilt dies unter anderem in Deutschland als grob fahrlässig.
Befindet sich die Schalteinrichtung in einem abgeschlossenen Bereich, der nur für Elektrofachkräfte zugänglich ist – dies ist bei Anlagen mit Hochspannung und in elektrischen Betriebsräumen immer der Fall –, gilt es als ausreichend, für die Dauer der Arbeiten ein Verbotsschild gegen Wiedereinschalten anzubringen. Dieses Schild sollte auch die Information umfassen, wer berechtigt ist, dieses Verbotsschild nach Ende der Arbeiten zu entfernen. In ferngesteuerten Schaltanlagen erfolgt im Bereich der Steuerung durch eine Konfiguration das Setzen einer virtuellen Schaltsperre, die dem Operator in der Leitstelle das Verbot zum Einschalten anzeigt.

### Spannungsfreiheit feststellen
Die vor Ort tätige Person muss durch geeignete Mess-/Prüfmittel wie den Spannungsprüfer die allpolige Spannungsfreiheit feststellen. Dies ist wichtig, weil auf diese Weise festgestellt wird, ob durch elektrische Geräte (z. B. Frequenzumrichter) noch Restspannung vorhanden ist oder sogar versehentlich die falsche Leitung freigeschaltet wurde.
Bei Spannungsprüfern für Anlagen bis 1 kV handelt es sich um zweipolige Ausführungen (mit Glimmlampe und Tauchspulmesswerk; mit Glimmlampe und Drehspulmesswerk; mit Leuchtdioden und Funktionstest). Eine vorhandene Spannung wird entweder durch eine aufleuchtende Glimmlampe, durch ein Messgerät oder durch Leuchtdioden angezeigt. Mit diesen Geräten lässt sich auch die Spannungshöhe der Anlage ermitteln. Neuere Prüfgeräte besitzen einen Unwuchtmotor, dessen Frequenz von der zu messenden Spannungshöhe abhängig ist.
Spannungsprüfer für Anlagen mit Nennspannungen über 1 kV sind einpolig. Das Messgerät ist typischerweise in Form einer bis zu mehreren Metern langen, elektrisch isolierten Lanze ausgeführt, welche händisch an die Hochspannungsleiter herangeführt wird. Mittels kapazitiver Spannungsteilung wird optisch und akustisch durch eine in der Lanze angebrachte Prüfschaltung das Vorhandensein der Hochspannung angezeigt. Die Verwendung von Niederspannungsmessgeräten wie Multimeter und andere Prüf- und Messgeräte der Messkategorien CAT I bis IV ist wegen der hohen Unfallgefahr in Hochspannungsanlagen untersagt.
Die eingesetzten Spannungsprüfer sind vor und nach Benutzung an einer definitiv spannungsführenden Quelle auf Funktionalität zu testen. Vorher, weil der Spannungsprüfer defekt sein könnte, und danach, weil er bei der Benutzung einen Defekt erlitten haben könnte. Einpolige Hochspannungsprüfer für Nennspannungen über 1 kV besitzen eine eingebaute Testeinrichtung, wodurch der Funktionstest vereinfacht wird.
Werden in energietechnischen Anlagen einschaltkurzschlussfeste Schnellerder eingesetzt wie z. B. federgesteuerte Erdungstrenner in Schaltanlagen, so gilt die Betätigung des Erders als „Feststellen der Spannungsfreiheit“.

### Erden und Kurzschließen
Nach Feststellen der Spannungsfreiheit werden die Leiter und die Erdungsanlage mit kurzschlussfesten Erdungs- und Kurzschließvorrichtungen wie beispielsweise einer Erdungsstange miteinander verbunden. Diese Maßnahme bewirkt, dass bei irrtümlichem Einschalten die vorgeschalteten Überstromschutzeinrichtungen auslösen und dass sich parallel liegende Leitungen, wie beispielsweise bei Freileitungen, nicht durch die kapazitive Kopplung oder durch die Influenz atmosphärisch aufladen. Die Ausführung der Erdverbindung sollte, so sie mit beweglichen Einrichtungen wie der Erdungsstange ausgeführt wird, in der Nähe und im Sichtbereich der Arbeitsstelle liegen. Bei Hochspannung muss dies ggf. sogar mehrfach durchgeführt werden und nicht nur an einer Stelle.
Zu beachten ist auch, dass zuerst geerdet und danach kurzgeschlossen wird. In Anlagen mit Niederspannung, mit Ausnahme von Freileitungen und Verteilernetzen, darf das Erden und Kurzschließen unterbleiben, wenn die Regeln 1 bis 3 vorschriftsmäßig durchgeführt wurden (Schweiz: Nur dann, „wenn keine Gefahr von Spannungsübertragung oder Rückeinspeisung besteht“, vgl. Art. 72 Abs. 4 Starkstromverordnung). Grundsätzlich gilt, dass auch bei Niederspannung (<1 kV) diese Maßnahmen zu erfolgen haben, wenn die Gefahr besteht, dass die Anlage dennoch unter Spannung gesetzt werden könnte, z. B. wenn 2 Freileitungen sich kreuzen oder Notstrom-Aggregate vorhanden sind. Die erste Überbrückung bei Notstrom erfolgt meist durch Batterie-Anlagen, was noch leicht festgestellt werden kann (Spannungsfreiheit feststellen). Die großen Aggregate (z. B. Schiffsdiesel in Krankenhäusern o. ä.) benötigen erst eine gewisse Zeit (teils mehrere Minuten), bis sie angelaufen sind, und schalten sich erst dann zu.

### Benachbarte, unter Spannung stehende Teile abdecken oder abschranken
Bei Anlagen unter 1 kV genügen zum Abdecken isolierende Tücher, Schläuche, Kunststoffabdeckungen etc. Auch dieser Teil kann bei fachgerechter Ausführung von Punkt 1 bis 3 bei Spannungen unter 1 kV Wechsel- oder 1,5 kV Gleichspannung vernachlässigt werden.
Bei Arbeiten in elektrischen Anlagen mit Spannungen über 1 kV können zusätzliche Abdeckungen mit speziell ausgeführten Isolationsmatten erfolgen, welche im Bereich der Mittelspannung hinreichenden Berührungsschutz zu benachbarten Anlagenteilen bieten. Je nach Situation ist entsprechende anliegende Arbeitskleidung zu tragen. Zusätzliche Warntafeln, Seile oder Absperreinrichtungen können in Anlagen mit Hoch- und Höchstspannung erforderlich sein, welche den genauen und sicheren Arbeitsbereich sichtbar eingrenzen, der nicht verlassen werden darf. In speziellen Fällen, wie räumlich beengten Verhältnissen, kann der zusätzliche Einsatz einer nicht direkt an den Arbeiten beteiligten Kontrollperson nötig sein, welche die Einhaltung der Sicherheitsabstände während der Arbeiten laufend kontrolliert und auf Unachtsamkeiten hinweisen kann.

## Maßnahmen vor dem Wiedereinschalten
- Werkzeug und Hilfsmittel entfernen
- Gefahrenbereich verlassen
- Kurzschließung und Erdung zuerst an der Arbeitsstelle, danach an den übrigen Stellen aufheben
- Erdungsseil zuerst von den Anlagenteilen, danach von der Erde heben
- Anlagenteile und Leitungen ohne Erdungsseil (sofern zuvor vorhanden) dürfen nicht mehr berührt werden
- Entfernte Schutzverkleidungen und Sicherheitsschilder wieder anbringen
- Schutzmaßnahmen an den Schaltstellen erst nach Freimeldung von den Arbeitsstellen aufheben
- Bei Arbeiten mit mehreren Mitarbeitern ist sicherzustellen, dass keiner sich mehr im Gefahrenbereich aufhält.

## Länderspezifische Details

### Deutschland
In Deutschland sind dies die Fünf Sicherheitsregeln, welche nach Normenreihe DIN VDE 0105 wie folgt zusammengefasst sind:
1. Freischalten
2. Gegen Wiedereinschalten sichern
3. Spannungsfreiheit allpolig feststellen
4. Erden und kurzschließen
5. Benachbarte, unter Spannung stehende Teile abdecken oder abschranken

Diese fünf Sicherheitsregeln sollen vor den Arbeiten an elektrischen Anlagen in der oben genannten Reihenfolge angewandt werden. Nach den Arbeiten werden sie in der umgekehrten Reihenfolge wieder aufgehoben.
Diese Regeln werden bei jeder Elektrofachkraft als bekannt vorausgesetzt. Die meisten gemeldeten Unfälle entstehen in Deutschland durch Nichtbeachtung der Regeln 1 (23,7 %), 3 (12,5 %) und 5 (8,8 %).
Das Feststellen der Spannungsfreiheit in Niederspannungsnetzen (elektrische Anlagen mit Betriebsspannungen bis 1 kV Wechsel- oder 1,5 kV Gleichspannung) darf nur eine Elektrofachkraft oder eine Elektrofachkraft für festgelegte Tätigkeiten (EFKffT) durchführen. Bei Hochspannungsanlagen mit Betriebsspannungen größer 1 kV darf die Spannungsfreiheit nur durch eine Elektrofachkraft festgestellt werden.
Besondere technische und organisatorische Maßnahmen sind in der Regel bei Arbeiten unter Spannung nicht erforderlich, wenn folgende Bedingungen gegeben sind:
- sowohl die Spannung zwischen den aktiven Teilen als auch die Spannung zwischen aktiven Teilen und Erde nicht höher als 50 V Wechselspannung oder 120 V Gleichspannung ist (SELV oder PELV); oder
- der Kurzschlussstrom an der Arbeitsstelle höchstens 3 mA Wechselstrom (Effektivwert) oder 12 mA Gleichstrom beträgt; oder
- die Energie nicht mehr als 350 mJ beträgt; oder
- die Stromkreise nach DIN EN 60079-14 (VDE 0165- 1) und DIN EN 61241-14 (VDE 0165-2) eigensicher errichtet sind.

#### Schaltsprache/Schaltgespräch
Die sogenannte Schaltsprache vereinheitlicht Begriffe und Bezeichnungen innerhalb eines „Netz“bereiches. Hierin ist klar geregelt, was gemeint und was auszuführen ist; es gilt eine einheitliche Schaltsprache, und es gelten einheitliche Begriffe in einem Schaltgespräch bzw. einer schriftlichen Durchführungs- und Aufhebungsanweisung. Dies dient der Vermeidung von Verwechslungen und damit der Vorbeugung gegen Elektrounfälle.
Auf dem Gebiet der neuen Bundesländer gelten meist die Allgemeine Dienstanweisung Kraftwerksbetrieb (ADK) und die NNÜ [früher: Allgemeine Dienstanweisung Netzbetriebe (ADN)]. Im Bereich der alten Bundesländer gilt solches nicht, hier hat jeder Netz- bzw. Kraftwerksbetreiber sein eigenes Schaltregime. Zum Beispiel wird in den ADK und NNÜ (früher ADN) strikt zwischen zwei Arten von Erdungs- und Kurzschließmaßnahmen unterschieden: freimeldebereit „fmb“ (d. h. an den Schaltstellen geerdet) und freigabebereit „fgb“ (zusätzlich auch an den Arbeitsstellen geerdet – sichtbare Erde).
Zweites Beispiel: Ein Trenner wird entweder geschlossen oder geöffnet, und ein Leistungsschalter wird eingeschaltet oder ausgeschaltet.
Drittes Beispiel: Im „Gebiet“ der ADK/NNÜ müssen Schaltbefehle und -kommandos wiederholt werden.

### Frankreich
In Frankreich werden die Sicherheitsregeln, die Consignation d’appareil électrique in der Norm UTE C18-510 definiert. Die dort fünf festgelegten Regeln lauten:
1. Freischalten (Séparer)
2. Gegen Wiedereinschalten sichern (Condamner)
3. Arbeitszone definieren und absichern (Identifier)
4. Spannungsfreiheit feststellen (Vérification d'absence de tension (VAT))
5. Erden und kurzschließen (Mettre à la terre et en court-circuit)

### Österreich
In Österreich sind die Sicherheitsregeln in der „Verordnung über den Schutz der Arbeitnehmer/innen vor Gefahren durch den elektrischen Strom“ (Elektroschutzverordnung 2012 – ESV 2012) in § 12 wie folgt definiert:
1. Freischalten,
2. gegen Wiedereinschalten sichern,
3. Spannungsfreiheit feststellen,
4. Erden und Kurzschließen:
a) in Hochspannungsanlagen jedenfalls,
b) in Kleinspannungs- oder Niederspannungsanlagen, wenn die Gefahr besteht, dass die Anlage unter Spannung gesetzt wird,
5. benachbarte, unter Spannung stehende Teile abdecken oder abschranken.

### Schweiz

#### Fünf Sicherheitsregeln
In der Schweiz werden für die Arbeiten im Hochspannungsbereich die fünf Sicherheitsregeln auf Verordnungsebene im Art. 72 der Verordnung über elektrische Starkstromanlagen (SR 734.2) definiert. Sie lauten wie folgt:

«Vor Beginn der Arbeiten an Hochspannungsanlagen muss die Arbeitsstelle nach den folgenden fünf Sicherheitsregeln vorbereitet werden:
a) freischalten und allseitig trennen;
b) gegen Wiedereinschalten sichern;
c) auf Spannungslosigkeit prüfen;
d) erden und kurzschliessen;
e) gegen benachbarte, unter Spannung stehende Teile schützen.»

Für den Niederspannungsbereich wird die Arbeitssicherheit im Art. 22 in der Verordnung über elektrische Niederspannungsinstallationen (SR 734.27) definiert.

«Vor Beginn der Arbeit ist
a) abzutrennen;
b) gegen Wiedereinschaltung zu sichern;
c) auf Spannungsfreiheit zu prüfen;
d) zu erden und kurzzuschliessen, wenn die Gefahr von Spannungsübertragungen oder Rückeinspeisungen besteht;
e) gegen benachbarte, unter Spannung verbliebene Teile abzudecken.»

Im Niederspannungsbereich darf auf das Erden und Kurzschließen verzichtet werden, sofern keine Gefahr der Spannungsübertragung oder der Rückeinspeisung besteht. (vgl. auch SR 734.2, Art. 72, Abs. 4)

## Gesetzliche Grundlagen und Normen

### Deutschland
- DIN VDE 0105-100 VDE 0105-100:2015-10; Betrieb von elektrischen Anlagen – Teil 100: Allgemeine Festlegungen

### Frankreich
- UTE C18-501; Consignation d’appareil électrique

### Österreich
- Verordnung über den Schutz der Arbeitnehmer/innen vor Gefahren durch den elektrischen Strom (Elektroschutzverordnung 2012 – ESV 2012) § 10

### Schweiz
- Verordnung über elektrische Starkstromanlagen (SR 734.2),  Art. 72
- Verordnung über elektrische Niederspannungsinstallationen (SR 734.27), Art. 22